# Eduard Müller (martyr)
Eduard Müller, född 20 augusti 1911 i Neumünster, död 10 november 1943 i Hamburg, var en tysk romersk-katolsk präst. Han vördas som martyr i Romersk-katolska kyrkan. Müller är en av de fyra Lübecksmartyrerna.

## Biografi
Eduard Müller prästvigdes 1939 och fick en tjänst i Propsteikirche Herz Jesu i Lübeck. Trots de nazistiska myndigheternas förbud mot att Kyrkan skulle fostra ungdomar ledde Müller ungdomsgrupper där man bland annat diskuterade det politiska läget. Müller använde sig av information från brittiska radiosändningar samt predikningar av biskop Clemens August von Galen. Tillsammans med sina prästkolleger Hermann Lange och Johannes Prassek kritiserade Müller det nazistiska styret offentligt. Müller greps i juni 1942 och dömdes påföljande år till döden för landsförräderi. Han avrättades med giljotin tillsammans med Lange och Prassek samt den evangelisk-lutherske prästen Karl Friedrich Stellbrink.
Eduard Müller saligförklarades den 25 juni 2011.